# Baetodes edmundsi
Baetodes edmundsi is een haft uit de familie Baetidae. De wetenschappelijke naam van de soort is voor het eerst geldig gepubliceerd in 1972 door Koss.
De soort komt voor in het Nearctisch gebied.